# Estrecho de Foveaux
El estrecho de Foveaux (en inglés Foveaux Strait, en maorí Te Ara a Kiwa o Te Ara a Kewa) es un estrecho marino que separa las islas de Nueva Zelanda de isla Sur de la isla Stewart, la tercera isla mayor del país. Tres grandes bahías, Te Waewae Bay, Oreti Beach y bahía Toetoes corren a lo largo de la costa norte del estrecho, en la que también está la ciudad y el puerto de Bluff. En el estrecho se encuentran las islas Solander y la isla Ruapuke. El estrecho tiene unos 130 km de largo (desde la isla Ruapuke hasta la isla Little Solander), una anchura que se abre desde los 14 km en isla Ruapuke hasta los 50 km en la bahía de Te Waewae. Tiene una profundidad que va desde los 20 m, al este, hasta los 120 m, al oeste. 
Fue descubierto por los europeos en 1804, cuando Owen Folger Smith lo encontró y logró demostrar la insularidad de la isla Stewart, que James Cook creyó unida a la isla Sur. El estrecho lleva el nombre de Joseph Foveaux (1767-1846), el Teniente Gobernador de Nueva Gales del Sur en esa época. 
El estrecho es un tramo abrupto y muchas veces con aguas traicioneras. Está en medio de la zona de vientos conocida como las Rugientes Cuarentas y muy raramente esta en calma. Durante los últimos diez años, han ocurrido seis incidentes en el estrecho, con un coste de ocho vidas.